# ガラパゴスフィンチ属
ガラパゴスフィンチ属（ガラパゴスフィンチぞく、Geospiza）はフウキンチョウ科の鳥類の1属であり、属する種はすべてガラパゴス諸島の固有種である。ガラパゴスフィンチ属の鳥は、関連する属とともにダーウィンフィンチ類の総称で知られる。ときに旧世界ホオジロ類 (bunting) と新世界ホオジロ類 (American sparrows) に分けられるホオジロ科に分類されるが、最近の研究ではフウキンチョウ科に属することが示されている。

## 種
ガラパゴスフィンチ属には次の種がある。
地上フィンチ類（4種）
- Geospiza magnirostris オオガラパゴスフィンチ Large Ground Finch
- Geospiza fortis ガラパゴスフィンチ Medium Ground Finch
- Geospiza fuliginosa コガラパゴスフィンチ Small Ground Finch
- Geospiza difficilis ハシボソガラパゴスフィンチ Sharp-beaked Ground Finch

サボテン地上フィンチ類（2種）
- Geospiza scandens サボテンフィンチ Common Cactus Finch
- Geospiza conirostris オオサボテンフィンチ Large Cactus Finch

## 参考資料
1. ↑  “ITIS Report: Geospiza”.  Integrated Taxonomic Information System. 2011年7月28日閲覧。
2. 1 2  三省堂編修所・吉井正 『三省堂 世界鳥名事典』、三省堂、2005年、138頁。